# Чжунъюаньская статуя Будды
Чжунъюаньская статуя Будды (кит. трад. 中原大佛), также называемая кит. упр. 鲁山大佛, пиньинь Lǔshān Dàfó, Будда Весеннего Храма или Будда Храма Источника (англ. Spring Temple Buddha) — статуя Будды Вайрочана недалеко от национального шоссе № 311 в посёлке Чжаоцунь уезда Лушань городского округа Пиндиншань провинции Хэнань, Китай.
Статуя была построена в 2008 году.

Высота статуи 128 метров, включая 20 метров пьедестала в виде лотоса. Пьедестал планируется увеличить на 25 метров, таким образом общая высота памятника должна составить 153 метра. К 2010 году холм, на котором стоит памятник, был переформирован ещё в два пьедестала, верхний из которых — высотой 15 метров. Тем самым высота памятника возросла до 208 метров.
Планы на создание памятника были объявлены вскоре после запуска индийско-британского строительства проекта Майтрея в Уттар-Прадеше, который должен был стать крупнейшей статуей мира (152 м).
Стоимость проекта в целом составляет около 55 млн долл., из которых 18 миллионов приходятся на статую. Первоначально предполагалось, что статуя будет включать в себя 1100 частей из литой меди, общим весом 1000 тонн. 
Известное английское название статуи — Spring Temple Buddha (Будда Храма Источника), иногда переводимое на русский как «Будда Весеннего Храма» — видимо, произошло от расположенного неподалёку горячего источника Тяньжуй, вода в котором извергается при температуре 60°С, известного своими целебными свойствами.

## Галерея
- Общий вид
- Левая рука
- Правая ступня

Чжунъюаньская статуя занимала первое место по высоте среди статуй до 2018 года, когда в индийском штате Гуджарат открыли Статую Единства, которая превзошла предыдущего рекордсмена более чем на 50 метров (её высота составила 182 метра, а с пьедесталом — 240 м).